# ウィラード・ボウスキー
ウィラード・ボウスキー(Willard Bowsky  1907年 - 1944年11月27日）はアメリカ合衆国ニューヨーク州出身のアニメーターである。
ニューヨーク・マンハッタンとその近郊で少年時代を過ごし、1920年代より同居する両親を養うためにアニメーション関係の仕事を始める。
1920年代の後半からフライシャー・スタジオに勤務。1930年からはベティ・ブープ、1933年からはポパイの制作に携わり、これらの作品では建前上はデーブ・フライシャーが監督を務めていたが、実質的にはボウスキーが脚本からプロデュース、さらには監督に至るまでの仕事をこなしており、シーモア・ニーテル（Seymour Kneitel）や、ローランド・クランドール（Roland Crandall）と並んで同社のアニメーション制作にとって欠かせない人材となっていた。
1938年にスタジオがフロリダ州へ移転すると、ボウスキーはスーパーマンの制作を手がけ、さらに翌1939年には当時のアニメーション技術を結集したガリヴァー旅行記などの長編作品の制作に貢献した。
しかし時代は風雲急を告げ、1942年にはフライシャー・スタジオが倒産、そしてスタジオがパラマウント映画に買収されフェイマス・スタジオになると、アニメーターのほとんどが戦争協力のアニメーション制作に従事したが、ボウスキーは陸軍に志願し、欧州戦線へと赴いた。
そして、50人の部下を率いる小隊長となっていたボウスキーは、1944年11月27日の夜、パリの東にある戦場でドイツ軍との交戦中に戦死。2種類の勲章が授与され、フランス北東部・ロレーヌ地方にあるアメリカ軍墓地に埋葬された。

## 関連事項
- フライシャー・スタジオ
- ベティ・ブープ
- ポパイ
- スーパーマン